# Hegias (Philosoph)
Hegias (altgriechisch Ἡγίας Hēgías) war ein griechischer Philosoph des späten 5. und frühen 6. Jahrhunderts. Er gehörte der neuplatonischen Richtung an. Da er aus Athen stammte und dort lebte, wird er mitunter Hegias von Athen genannt, was aber zur Verwechslung mit dem berühmten Bildhauer Hegias, der ebenfalls in Athen tätig war, führen kann.

## Herkunft und Leben
Hegias stammte aus einer angesehenen Familie Athens; er galt als Nachkomme Platons und damit auch des berühmten Gesetzgebers Solon. Sein Vater Theagenes, der sehr reich war, machte sich als Wohltäter sowohl von Bedürftigen als auch von Städten einen Namen; unter anderem unterstützte er Bildungsbestrebungen und den neuplatonischen Philosophieunterricht finanziell. Theagenes betätigte sich in der Politik, er bekleidete in Athen das Amt eines Archonten und gehörte dem Senat von Konstantinopel an. Hegias’ Mutter Asklepigeneia war eine Tochter des Neuplatonikers Archiadas.
Vermutlich wurde Hegias in den späten sechziger Jahren des 5. Jahrhunderts geboren. Er wuchs in Athen im Milieu der dortigen Neuplatoniker auf, die der im 5. Jahrhundert von Plutarch von Athen gegründeten Philosophenschule angehörten. Die Schule, die als Nachfolgeorganisation der Platonischen Akademie konzipiert war, wurde bis 485 von dem berühmten Philosophen Proklos geleitet, dessen Schüler Hegias als Jugendlicher war. Proklos führte Hegias nicht nur in die mathematische Propädeutik und in die Schriften Platons ein, sondern auch in die Chaldäischen Orakel, was wegen der Jugend des Schülers als Besonderheit vermerkt wurde.
Die Neuplatoniker um Proklos waren entschiedene Gegner des Christentums, das damals bereits Staatsreligion war, und legten großen Wert auf die Pflege der alten religiösen Traditionen. Diesem Anliegen widmete sich Hegias mit besonderem Nachdruck. Insbesondere betätigte er sich auf dem Gebiet der Theurgie, der Praktiken, mit denen die Neuplatoniker mit Göttern in Verbindung treten, deren Hilfe erlangen und ihre eigene Vergöttlichung betreiben wollten. Dabei war er so eifrig, dass Isidor, einer der prominentesten Schüler des Proklos, ihn ermahnte, die Philosophie nicht zu vernachlässigen; wer sich mittels Theurgie der Gottheit angleichen wolle, solle zuerst – wie es Platon forderte – ein guter Philosoph werden.
Hegias hat keine Schriften hinterlassen. Er hatte zwei Söhne, Eupeithios und Archiadas. Der Neuplatoniker Damaskios berichtet, Archiadas habe seinen Vater an Tugendhaftigkeit übertroffen und ein „heiliges Leben“ geführt, aber keine philosophische Ausbildung erhalten.

## Zeitgenössische Rezeption
Die Urteile der Zeitgenossen fielen zwiespältig aus. Marinos von Neapolis, der Nachfolger des Proklos als Schulleiter, schreibt in seiner Proklos-Biographie enthusiastisch über Hegias, der sich schon als Heranwachsender durch alle Tugenden seiner Vorfahren ausgezeichnet habe und Proklos mit seinen Fähigkeiten erfreut habe. Ähnlich äußert sich Damaskios. Er berichtet in seiner Lebensbeschreibung Isidors, der junge Hegias habe mit seiner ungewöhnlichen Begabung große Hoffnungen geweckt; man habe erwartet, dass er fast so Bedeutendes leisten werde wie der Schulgründer Plutarch von Athen. Hegias habe seinen Vater Theagenes an Tugend und Beredsamkeit übertroffen und habe sich wie Theagenes durch Freigebigkeit ausgezeichnet. Allerdings schränkt Damaskios dieses Lob stark ein, denn er behauptet auch, Hegias sei in schlechte Gesellschaft geraten und von Schmeichlern, die sein Reichtum anzog, verführt worden. Sie hätten ihn vom rechten Philosophieren abgebracht, so dass er sogar zeitweilig vernünftigen Erwägungen unzugänglich gewesen sei. Außerdem sei er in seinem Eifer für die alte Religion auf unbesonnene Weise zu weit gegangen und habe sich damit gefährliche Feinde geschaffen. Gegner des Hegias hätten ein Auge auf sein Vermögen geworfen und man sei arglistig gegen ihn vorgegangen. Damit meint Damaskios, dass das unbekümmerte Vorgehen des Hegias bei der Religionsausübung die Christen provozierte und dass er damit in Anbetracht der damaligen Religionsgesetzgebung Angriffsflächen bot.
Damaskios behauptet, die Philosophie sei in Athen seit Menschengedenken noch nie so in Misskredit geraten wie damals, als sie „in der Zeit des Hegias“ verachtet worden sei. Der genaue Sinn dieser Feststellung ist unklar; sie wird in der Forschung unterschiedlich gedeutet. Man hat vermutet, dass Hegias für einige Zeit Schulleiter (Scholarch) gewesen sei und sich in diesem Amt nicht bewährt habe. Dies ist jedoch unwahrscheinlich, da keine Quelle von einem Scholarchat des Hegias berichtet. Vermutlich bezieht sich die Bemerkung des Damaskios auf die Vernachlässigung der platonischen Philosophie zugunsten einer problematisch wirkenden Theurgie, womit Hegias aus der Sicht seiner Kritiker dem Ruf der Schule schadete. Die Theurgie als solche wurde bei den Neuplatonikern durchaus geschätzt, doch Hegias’ Vorgehensweise erregte offenbar Anstoß.